# TJ Spartak Valašské Klobouky
Tělovýchovná jednota Spartak Valašské Klobouky je český fotbalový klub z Valašských Klobouk, který byl založen roku 1925. Jeho prvním předsedou byl Karel Matyáš. Od sezony 2011/12 klub nastupuje v I. A třídě Zlínského kraje – sk. A (6. nejvyšší soutěž).
Od sezony 1994/95 do konce divizní sezony 1995/96 vystupoval jako B-mužstvo Slušovic.
Jako vítěz Moravsko-Slezské Divize D v ročníku 1995/96 se klub probojoval do třetí nejvyšší soutěže, Moravsko-Slezské fotbalové ligy. Zde už vystupoval pod názvem FC Alfa Valašské Klobouky. Během podzimu 1996 se odhlásil a jeho výsledky byly anulovány. V následujících 10 sezonách se probíjel okresními soutěžemi Zlínska. V sezoně 2006/07 se vrátil vítězstvím v Okresním přeboru do krajských soutěží. V současné době hrají všechna mužstva okresní soutěže Zlínského okresu.

## Vývoj názvu
Zdroj: 
- 1925 – SK Valašské Klobouky (Sportovní klub Valašské Klobouky)
- 1948 – JTO Sokol Valašské Klobouky (Jednotná tělovýchovná organisace Sokol Valašské Klobouky)
- 1953 – DSO Spartak Valašské Klobouky (Dobrovolná sportovní organisace Spartak Valašské Klobouky)
- 1957 – TJ Spartak Valašské Klobouky (Tělovýchovná jednota Spartak Valašské Klobouky)
- 1994 – FC Alfa Slušovice „B“ (sloučen s klubem FC Alfa Slušovice jako jeho B-mužstvo)
- 1996 – FC Alfa Valašské Klobouky (Football Club Alfa Valašské Klobouky)
- 1997 – TJ Spartak Valašské Klobouky (Tělovýchovná jednota Spartak Valašské Klobouky)

## Umístění v jednotlivých sezonách
Legenda: Z – zápasy, V – výhry, R – remízy, P – porážky, VG – vstřelené góly, OG – obdržené góly, +/− – rozdíl skóre, B – body, červené podbarvení – sestup, zelené podbarvení – postup, fialové podbarvení – reorganizace, změna skupiny či soutěže

| Československo (1977 – 1993) |                                              |        |                                                            |                                                            |                                                            |                                                            |                                                            |                                                            |                                                            |                                                            |                                                            |
| Sezóny                       | Liga                                         | Úroveň | Z                                                          | V                                                          | R                                                          | P                                                          | VG                                                         | OG                                                         | +/−                                                        | B                                                          | Pozice                                                     |
| 1977/78                      | I. A třída Jihomoravského kraje – sk. C      | 5      | 26                                                         | 13                                                         | 4                                                          | 9                                                          | 55                                                         | 34                                                         | +21                                                        | 30                                                         | 3.                                                         |
| …                            |                                              |        |                                                            |                                                            |                                                            |                                                            |                                                            |                                                            |                                                            |                                                            |                                                            |
| 1982/83                      | I. A třída Jihomoravského kraje – sk. B      | 6      | 30                                                         | 8                                                          | 6                                                          | 16                                                         | 31                                                         | 43                                                         | −12                                                        | 22                                                         | 13.                                                        |
| 1983/84                      | Jihomoravská krajská soutěž I. třídy – sk. F | 6      | 26                                                         | ...                                                        | ...                                                        | ...                                                        | 43                                                         | 42                                                         | +1                                                         | 23                                                         | 8.                                                         |
| 1984/85                      | Jihomoravská krajská soutěž I. třídy – sk. F | 6      | 26                                                         | ...                                                        | ...                                                        | ...                                                        | ...                                                        | ...                                                        | ...                                                        |                                                            | 1.                                                         |
| 1985/86                      | Jihomoravský krajský přebor – sk. B          | 5      | 26                                                         | 7                                                          | 5                                                          | 14                                                         | 26                                                         | 57                                                         | −31                                                        | 19                                                         | 12.                                                        |
| 1986/87                      | I. A třída Jihomoravského kraje – sk. B      | 6      | 26                                                         | 10                                                         | 5                                                          | 11                                                         | 41                                                         | 46                                                         | −5                                                         | 25                                                         | 9.                                                         |
| 1987/88                      | I. A třída Jihomoravského kraje – sk. B      | 6      | 26                                                         | 13                                                         | 2                                                          | 11                                                         | 42                                                         | 45                                                         | −3                                                         | 28                                                         | 6.                                                         |
| …                            |                                              |        |                                                            |                                                            |                                                            |                                                            |                                                            |                                                            |                                                            |                                                            |                                                            |
| 1992/93                      | I. A třída Středomoravské župy – sk. A       | 6      | 26                                                         | 18                                                         | 6                                                          | 2                                                          | 62                                                         | 18                                                         | +44                                                        | 42                                                         | 1.                                                         |
| Česko (1993 – )              |                                              |        |                                                            |                                                            |                                                            |                                                            |                                                            |                                                            |                                                            |                                                            |                                                            |
| Sezóny                       | Liga                                         | Úroveň | Z                                                          | V                                                          | R                                                          | P                                                          | VG                                                         | OG                                                         | +/−                                                        | B                                                          | Pozice                                                     |
| 1993/94                      | Středomoravský župní přebor                  | 5      | 30                                                         | 11                                                         | 8                                                          | 11                                                         | 48                                                         | 48                                                         | 0                                                          | 30                                                         | 9.                                                         |
| 1994/95                      | Středomoravský župní přebor                  | 5      | 30                                                         | 26                                                         | 0                                                          | 4                                                          | 101                                                        | 25                                                         | +76                                                        | 78                                                         | 1.                                                         |
| 1995/96                      | Divize D                                     | 4      | 30                                                         | 21                                                         | 5                                                          | 4                                                          | 77                                                         | 21                                                         | +56                                                        | 68                                                         | 1.                                                         |
| 1996/97                      | Moravskoslezská fotbalová liga               | 3      | Klub se odhlásil v průběhu sezóny, výsledky byly anulovány | Klub se odhlásil v průběhu sezóny, výsledky byly anulovány | Klub se odhlásil v průběhu sezóny, výsledky byly anulovány | Klub se odhlásil v průběhu sezóny, výsledky byly anulovány | Klub se odhlásil v průběhu sezóny, výsledky byly anulovány | Klub se odhlásil v průběhu sezóny, výsledky byly anulovány | Klub se odhlásil v průběhu sezóny, výsledky byly anulovány | Klub se odhlásil v průběhu sezóny, výsledky byly anulovány | Klub se odhlásil v průběhu sezóny, výsledky byly anulovány |
| …                            |                                              |        |                                                            |                                                            |                                                            |                                                            |                                                            |                                                            |                                                            |                                                            |                                                            |
| 2002/03                      | Zlínská okresní soutěž – sk. B               | 9      | 26                                                         | 20                                                         | 2                                                          | 4                                                          | 91                                                         | 31                                                         | +60                                                        | 62                                                         | 1.                                                         |
| 2003/04                      | Zlínský okresní přebor                       | 8      | 26                                                         | 8                                                          | 5                                                          | 13                                                         | 39                                                         | 56                                                         | −17                                                        | 29                                                         | 11.                                                        |
| 2004/05                      | Zlínský okresní přebor                       | 8      | 26                                                         | 11                                                         | 2                                                          | 13                                                         | 43                                                         | 50                                                         | −7                                                         | 35                                                         | 7.                                                         |
| 2005/06                      | Zlínský okresní přebor                       | 8      | 26                                                         | 14                                                         | 6                                                          | 6                                                          | 64                                                         | 31                                                         | +33                                                        | 48                                                         | 2.                                                         |
| 2006/07                      | Zlínský okresní přebor                       | 8      | 26                                                         | 18                                                         | 5                                                          | 3                                                          | 58                                                         | 15                                                         | +43                                                        | 59                                                         | 1.                                                         |
| 2007/08                      | I. B třída Zlínského kraje – sk. B           | 7      | 26                                                         | 10                                                         | 3                                                          | 13                                                         | 39                                                         | 61                                                         | −22                                                        | 33                                                         | 8.                                                         |
| 2008/09                      | I. B třída Zlínského kraje – sk. B           | 7      | 25                                                         | 17                                                         | 4                                                          | 4                                                          | 59                                                         | 34                                                         | +25                                                        | 55                                                         | 1.                                                         |
| 2009/10                      | I. A třída Zlínského kraje – sk. A           | 6      | 26                                                         | 16                                                         | 1                                                          | 9                                                          | 48                                                         | 33                                                         | +15                                                        | 49                                                         | 1.                                                         |
| 2010/11                      | Přebor Zlínského kraje                       | 5      | 30                                                         | 5                                                          | 4                                                          | 21                                                         | 27                                                         | 87                                                         | −60                                                        | 19                                                         | 16.                                                        |
| 2011/12                      | I. A třída Zlínského kraje – sk. A           | 6      | 26                                                         | 10                                                         | 7                                                          | 9                                                          | 34                                                         | 39                                                         | −5                                                         | 37                                                         | 6.                                                         |
| 2012/13                      | I. A třída Zlínského kraje – sk. A           | 6      | 26                                                         | 8                                                          | 7                                                          | 11                                                         | 44                                                         | 57                                                         | −13                                                        | 31                                                         | 11.                                                        |
| 2013/14                      | I. A třída Zlínského kraje – sk. A           | 6      | 26                                                         | 9                                                          | 2                                                          | 15                                                         | 33                                                         | 58                                                         | −25                                                        | 29                                                         | 11.                                                        |
| 2014/15                      | I. A třída Zlínského kraje – sk. A           | 6      | 26                                                         | 11                                                         | 1 / 3                                                      | 11                                                         | 42                                                         | 51                                                         | −9                                                         | 38                                                         | 10.                                                        |
| 2015/16                      | I. A třída Zlínského kraje – sk. A           | 6      | 26                                                         | 12                                                         | 2 / 3                                                      | 9                                                          | 45                                                         | 37                                                         | +8                                                         | 43                                                         | 2.                                                         |
| 2016/17                      | I. A třída Zlínského kraje – sk. A           | 6      | 26                                                         | 11                                                         | 2 / 2                                                      | 11                                                         | 45                                                         | 51                                                         | −6                                                         | 39                                                         | 9.                                                         |
| 2017/18                      | I. A třída Zlínského kraje – sk. A           | 6      | 24                                                         | 5                                                          | 3 / 1                                                      | 15                                                         | 39                                                         | 66                                                         | −27                                                        | 22                                                         | 13.                                                        |
| 2018/19                      | I. A třída Zlínského kraje – sk. A           | 6      | 26                                                         | 6                                                          | 2 / 1                                                      | 17                                                         | 28                                                         | 62                                                         | −34                                                        | 23                                                         | 13.                                                        |
| 2019/20                      | I. A třída Zlínského kraje – sk. A           | 6      | 13                                                         | 0                                                          | 1 / 1                                                      | 11                                                         | 8                                                          | 49                                                         | −41                                                        | 3                                                          | 14.                                                        |
| 2020/21                      | I. A třída Zlínského kraje – sk. A           | 6      | 8                                                          | 0                                                          | 1                                                          | 7                                                          | 9                                                          | 28                                                         | −19                                                        | 1                                                          | 14.                                                        |
| 2021/22                      | Základní třída Zlínska – sk. B               | 10     | 16                                                         | 10                                                         | 1                                                          | 5                                                          | 32                                                         | 20                                                         | +12                                                        | 31                                                         | 3.                                                         |
| 2022/23                      | Základní třída Zlínska – sk. C               | 10     | 13                                                         | 4                                                          | 4                                                          | 5                                                          | 23                                                         | 32                                                         | −9                                                         | 16                                                         | 5.                                                         |
| 2023/24                      | Základní třída Zlínska – sk. C               | 10     | 21                                                         | 10                                                         | 2                                                          | 9                                                          | 53                                                         | 51                                                         | +2                                                         | 32                                                         | 5.                                                         |
| 2024/25                      | Základní třída Zlínska – sk. B               | 10     | 10                                                         | 7                                                          | 1                                                          | 2                                                          | 29                                                         | 13                                                         | +16                                                        | 22                                                         | 2.                                                         |

Poznámky:
- 2014/15: Od sezony 2014/15 se hraje ve Zlínském kraji tímto způsobem: Pokud zápas skončí nerozhodně, kope se penaltový rozstřel. Jeho vítěz bere 2 body, poražený pak jeden bod. Za výhru po 90 minutách jsou 3 body, za prohru po 90 minutách není žádný bod.
- 2019/20: Z důvodu pandemie covidu-19 v Česku byl tento ročník z rozhodnutí FAČR ukončen po třinácti odehraných kolech.[17]